# Golfo de Campeche
El golfo de Campeche (también llamado a veces indebidamente Bahía de Campeche o Sonda de Campeche), es un amplio golfo interior que forma parte del golfo de México, situado dentro del mar territorial mexicano.

## Geografía
El golfo de Campeche se encuentra bordeando el litoral sur poniente de la península de Yucatán e incluye, desde su extremo occidental, una parte  del litoral del estado de Veracruz, todo el litoral de los estados de Tabasco y de Campeche, y, en su extremo oriental, una pequeña parte  del litoral del estado de Yucatán. Hay cierta confusión, por una traducción indebida del término en inglés, con la bahía de Campeche, tal como en el mapa errado que se muestra aquí a la derecha, abajo —que nos muestra el golfo de Campeche, pero se rotula como bahía—, cuando esta última es sólo una ensenada menor, en comparación con la cuenca denominada golfo de Campeche.
Las costas bajas y arenosas del golfo de Campeche no permiten la existencia de puertos marítimos de gran calado ni grandes puertos naturales. Sin embargo, sus lagunas costeras, entre las que sobresalen La Machona y Mecocán, en Tabasco, y la de Términos, en Campeche, son las que determinan el gran potencial camaronero de este golfo. De esto, también, la abundante pesca escamera que se desarrolla en la región y por la cual son explotadas especies locales como el huachinango,  mero, el boquinete,  el esmedregal, el cangrejo moro, el pulpo y el cazón entre otros. Por las mismas condiciones favorables, la piscicultura es una actividad en pleno desarrollo a nivel regional.
En la extensión marina del golfo se alojan yacimientos petrolíferos, siendo los más importantes los del Complejo Cantarell, que han venido siendo explotados mediante buen número de plataformas marítimas por Petróleos Mexicanos y que han contribuido de manera importante a la producción y exportación de petróleo y derivados desde México.